# Djau
Djau war ein ägyptischer Wesir während des Alten Reiches. Er stammte aus einer einflussreichen Familie aus der oberägyptischen Stadt Abydos. Wann Djau zum Wesir ernannt wurde, ist nicht bekannt; es ist jedoch wahrscheinlich, dass ein direkter Zusammenhang mit der Heirat seiner beiden Schwestern Anchenespepi I. und Anchenespepi II. mit König (Pharao) Pepi I. besteht. Mit Sicherheit war Djau jedoch zu Beginn der Regierungszeit von Pepi II. im Amt. Er wird in zwei königlichen Dekreten aus Abydos und Koptos erwähnt; eines davon ist in das Jahr der 11. Zählung datiert. Djau war spätestens zum Zeitpunkt der Ausschmückung des Grabes von Pepi II. nicht mehr im Amt und wurde schließlich bei Abydos bestattet.